# Psyclon Nine
Psyclon Nine är ett amerikanskt EBM/Industrial-band från San Francisco som bildades år 2000.
Bandets tidiga musik klassas ofta som aggrotech, medan bandets nya musik lutar mer mot black metal och industrial-hållet. Musiken kallas Dark Electronics. När Nero först startade bandet hade han lite influenser från band som Suicide Commando, Hocico och liknande band och trodde helt enkelt att det var en annan version av rock, en mer extrem stil efter Nine Inch Nails och Marilyn Manson. Så han startade bandet som ett rockband utan att veta om att det han egentligen gjorde kallades för dark electronics/aggrotech. Det gjorde honom besviken när folk kom till deras shower för att bara dansa eftersom hans texter verkligen betydde något för honom, han gjorde inte musiken för att se folk dansa till den, han ville få fram budskap och sina känslor. Han insåg då att det han gjorde var långt ifrån det han ville göra när han var fjorton. I varje album han gör ändrar han stilen på musiken en del för att han inte vill hålla samma stil i alla album. Nero målar även på sin fritid och säljer en del av sina tavlor. Han jobbar också som modell.

## Medlemmar
Nuvarande medlemmar
- Nero Bellum (Marshall Goppert) – sång, gitarr, synthesizer (1999–)
- Rotny (Rodney Ford) – gitarr, synthesizer (2006–2007, 2008–2014, 2016–)
- Sevin – synthesizer (2006–2008, 2017–)

Tidigare medlemmar
- Josef Heresy – synthesizer (1999–2008), gitarr (2006–2008)
- Eric Gottesman – synthesizer (2000–2006), basgitarr (2004–2006, 2007)
- Abby Nex (Filip Abbey) – trummor, slagverk (2005–2006), basgitarr (2009)
- Daniel Columbine – basgitarr (2006)
- Daniel Fox – trummor, slagverk (2007–2008)
- Jon Siren – trummor, slagverk (2009–2014)
- Vlixx Vladen – keyboard, synthesizer (2009)
- Merritt – basgitarr (2012–2014)
- Glitch NIX – keyboard, synthesizer (2013–2014)
- Brent Ashley – basgitarr (2014)
- Kriz Dk – trummor (2014)
- Raanen Bozzio – trummor (2015–?)

## Diskografi

### Studioalbum
- Divine Infekt (2003)
- INRI (2005)
- Crwn Thy Frnicatr (2006)
- We The Fallen (2009)
- Order of the Shadow: Act 1 (2013)
- Icon of the Adversary (2018)